# مزیگر
مزیگر (به آلمانی: Meesiger) یک شهر در آلمان است که در مکلنبورگیشه زنپلاته واقع شده‌است. مزیگر ۳۰۵ نفر جمعیت دارد.